# Gájbienåjvvie naturreservat
Gájbienåjvvie naturreservat är ett naturreservat i Sorsele kommun i Västerbottens län.
Området är naturskyddat sedan 2024 och är 292 hektar stort. Reservatet ligger nordväst om Sorsele och består av talldominerad barrnaturskog och några små tjärnar.